# Fredy Mutz
Alfred „Fredy“ Mutz (* 15. März 1926 in Remscheid; † 15. April 2001 in Leverkusen) war ein deutscher Fußballspieler und Funktionär.

## Erste Schritte
Der als Alfred Mutz im Geburtsregister eingetragene spätere Torwart wurde in Remscheid als Sohn des Vorsitzenden eines örtlichen Turnvereins geboren. Der Vater, der seinen Sohn wie dessen Brüder vom Turnen begeistern wollte, stand seiner Begeisterung für den Fußballsport kritisch gegenüber und verbrannte Fredys erste beiden Paare Fußballschuhe.
Mit bereits 15 Jahren spielte Mutz dank einer Sondererlaubnis ab dem Sommer 1942 für die erste Mannschaft von Einigkeit Kremenholl, einem Vorgängerverein der Spvg Remscheid 07, und mit 17 Jahren erstmals in der Stadtauswahl, wobei er als Minderjähriger bereits den erfahrenen Willi Helduser verdrängte, der repräsentativ auch in der Mannschaft des Westdeutschen Sportverbandes zwischen den Pfosten gestanden hatte. Mutz selber empfahl sich dabei für die Niederrheinauswahl. Zudem stand er in zwei Pflichtspielen für die Handballabteilung seines Heimatvereins im Tor.

## Spielerkarriere
Während seiner Kriegsgefangenschaft spielte Mutz in einer südfranzösischen Militärmannschaft, von der ihm ein Vertrag angeboten wurde. Mutz lehnte ab und kehrte 1946 als freier Mann zur inzwischen gegründeten Spvg Remscheid zurück, ehe er 1949 zum zweitklassigen VfB Marathon Remscheid wechselte. Mit dem Verein gastierte er auch bei seinem späteren Klub am Leverkusener Stadion am Stadtpark. So empfahl er sich 1951 für einen Wechsel zur SV Bayer 04.
Als Torhüter war Mutz jahrelang eine der Stützen und Kapitän der Mannschaft der Sportvereinigung Bayer 04 Leverkusen in der erstklassigen Oberliga West, die 1955 knapp die Teilnahme an der Endrunde um die deutsche Meisterschaft verpasste. Ein Jahr später stieg Mutz mit der Werkself überraschend in die zweite Liga ab.
Trotz attraktiver Angebote von deutschen Spitzenvereinen wie dem 1. FC Kaiserslautern, FC Schalke 04, dem 1. FC Köln und Rot-Weiss Essen, trat Mutz mit seinem Verein den Weg in die Zweitklassigkeit an, aus der der SVB erst im Jahr nach seinem Karriereende wieder in die erstklassige Oberliga aufstieg.

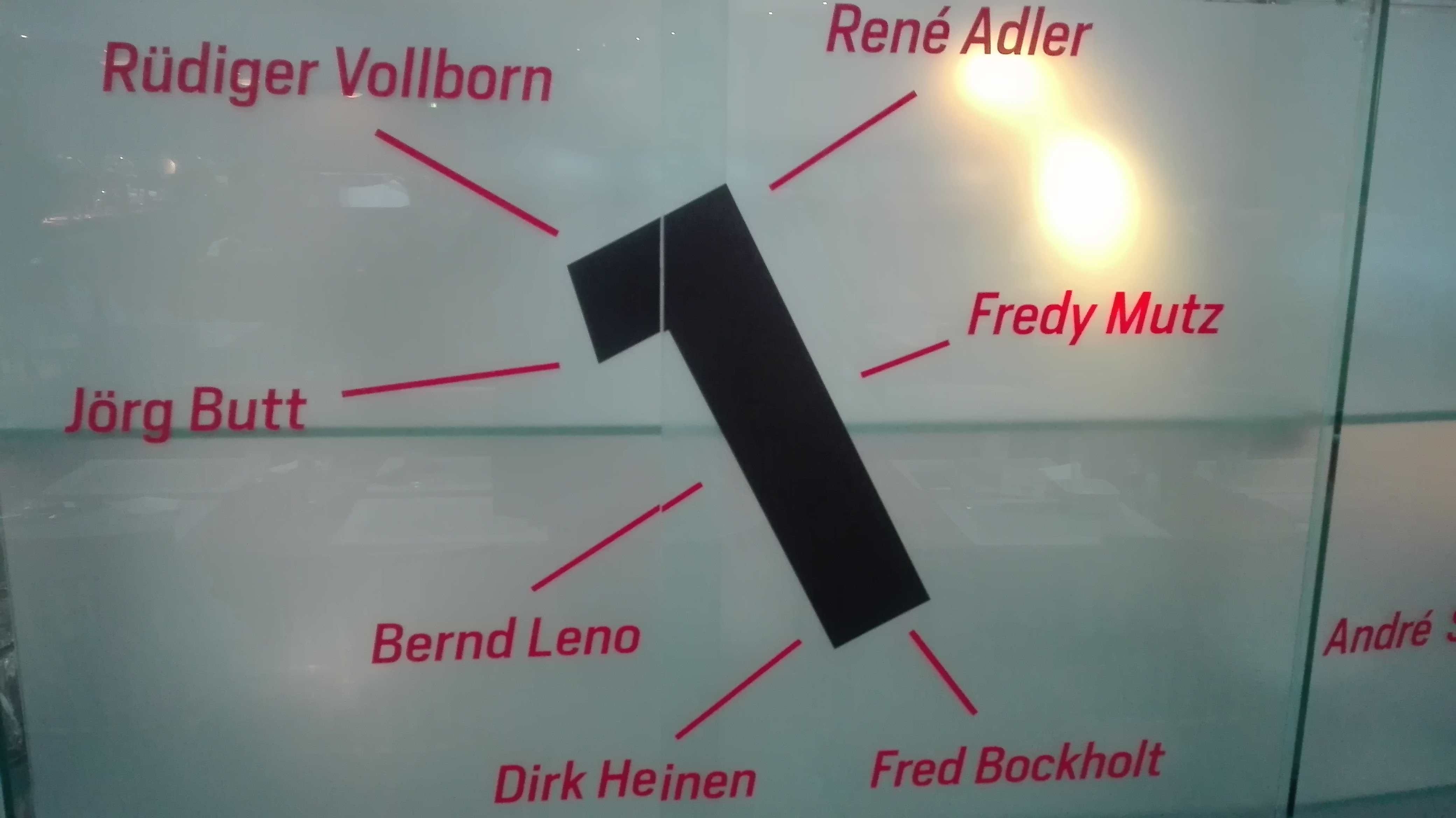
Bedeutende Bayer 04-Torhüter (Trennwand im Hotel der BayArena)

Mutz absolvierte 281 Ligaspiele und soll laut Vereinsangaben insgesamt sogar in 528 Spielen im Tor der Werkself gestanden haben, ehe er durch den späteren Nationaltorhüter und Skandalspieler Manfred Manglitz ersetzt wurde.
Abgesehen von vier Einsätzen in der Westauswahl und einem B-Länderspiel gegen Luxemburg fand Mutz in der Nationalmannschaft auch aufgrund der starken Konkurrenz durch Toni Turek und Heinrich Kwiatkowski keine Berücksichtigung. Seitdem Mutz 1947 in einem Spiel gegen den VfL Lennep gegenüber dem Schiedsrichter mit einer Ohrfeige tätig geworden war, war sein Name im Notizbuch von Nationaltrainer Sepp Herberger mit einem roten Fragezeichen versehen. Eine zunächst ausgesprochene lebenslange Sperre wurde vom DFB-Spielausschussvorsitzenden in einem Amnestieverfahren in eine einjährige Sperre umgewandelt. Den schlechten Eindruck beim Nationtrainer konnte Mutz, der danach in seiner Karriere keine einzige gelbe Karte mehr sah, scheinbar nicht korrigieren.

## Wirken nach der Karriere
Mutz, der in den 1950er Jahren zu den besten deutschen Torhütern gezählt wurde, blieb dem Verein auch nach seiner Karriere treu. Nach seiner aktiven Laufbahn war er als Funktionär im Verein tätig sowie als Trainer des benachbarten BV Wiesdorf. Mutz gründete noch vor seinem eigentlichen Karriereende 1959 die Traditionsmannschaft von Bayer 04 Leverkusen, der er 30 Jahre vorstand.

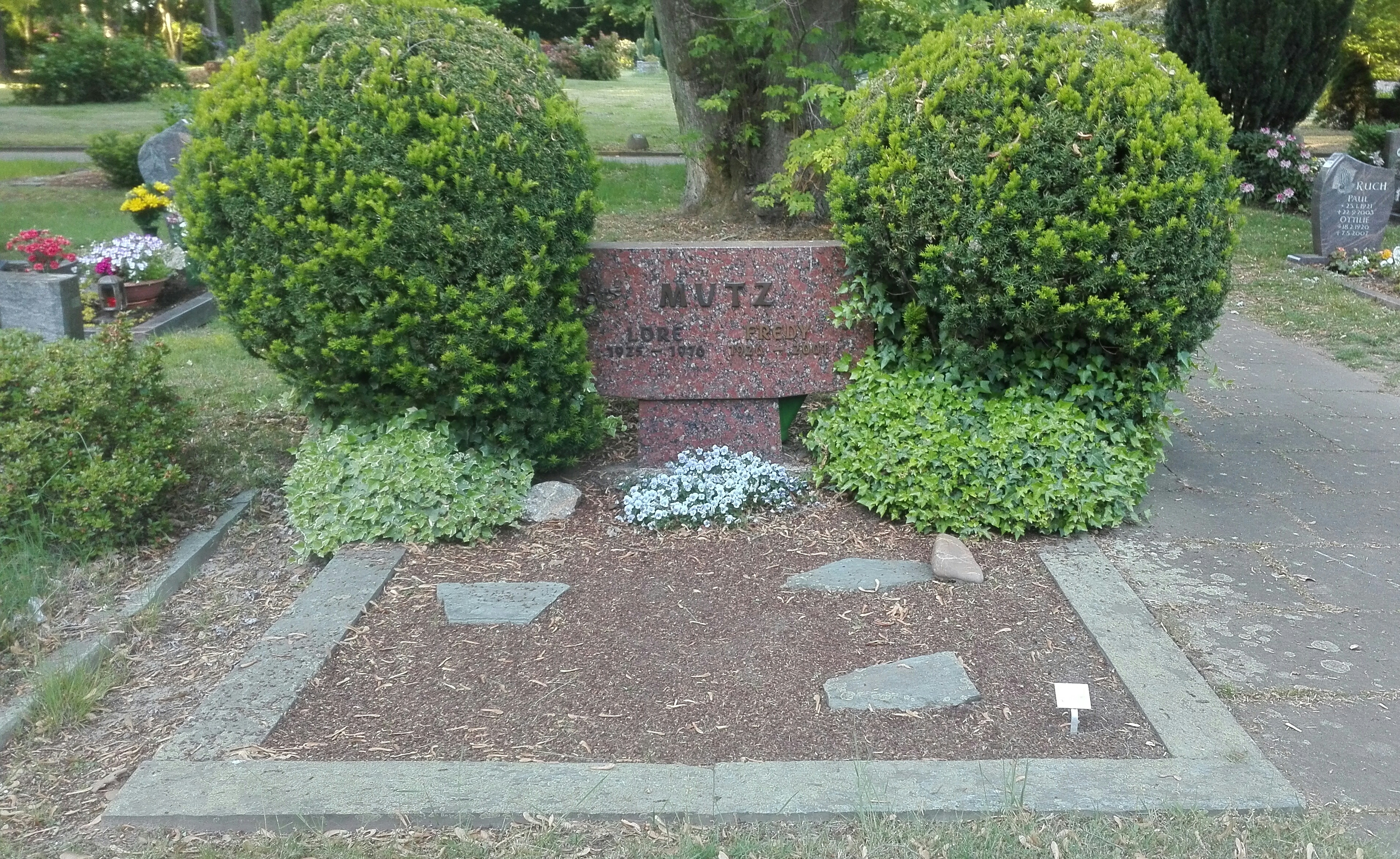
Mutz wurde mit Bayer-04-Trikot und Maskottchen beerdigt

Er blieb dem Verein bis zu seinem Tod verbunden und besuchte, solange es seine Gesundheit zuließ, begleitet von seiner zweiten Ehefrau Hanni die Heim- und fuhr mit alten Weggefährten wie Emil Becks zu den Auswärtsspielen seines Vereins. So ließ er sich auf ausdrücklichen Wunsch im Trikot mit Vereinsmaskottchen auf dem Reuschenberger Friedhof in Leverkusen neben seiner bereits in den 70er Jahren verstorbenen ersten Ehefrau Lore beerdigen.